# Fort Kalamita
Pour les articles homonymes, voir Kalamita (homonymie).
Le fort Kalimata (en ukrainien : Каламіта, grec ancien : Καλαμήτα, russe : Калами́та) est un édifice militaire situé en Crimée, près des bouches du fleuve Tchorna et contenu dans le raïon de Balaklava. Il a été construit par les byzantins.
La structure est classée.

## En images

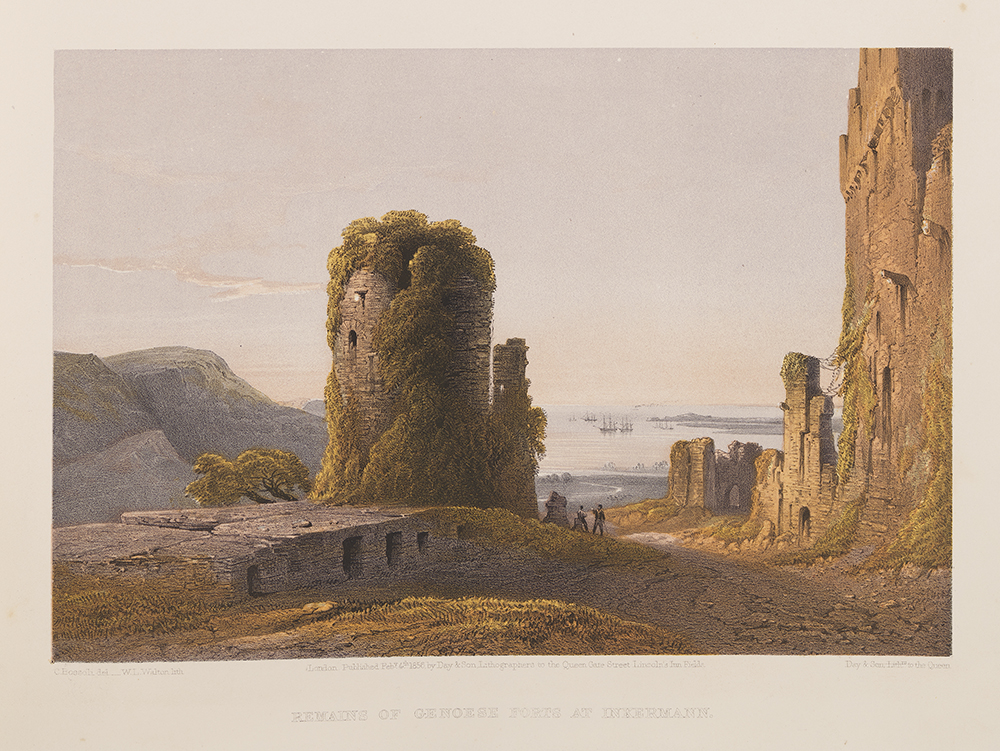
Par Carlo Bossoli 1855,
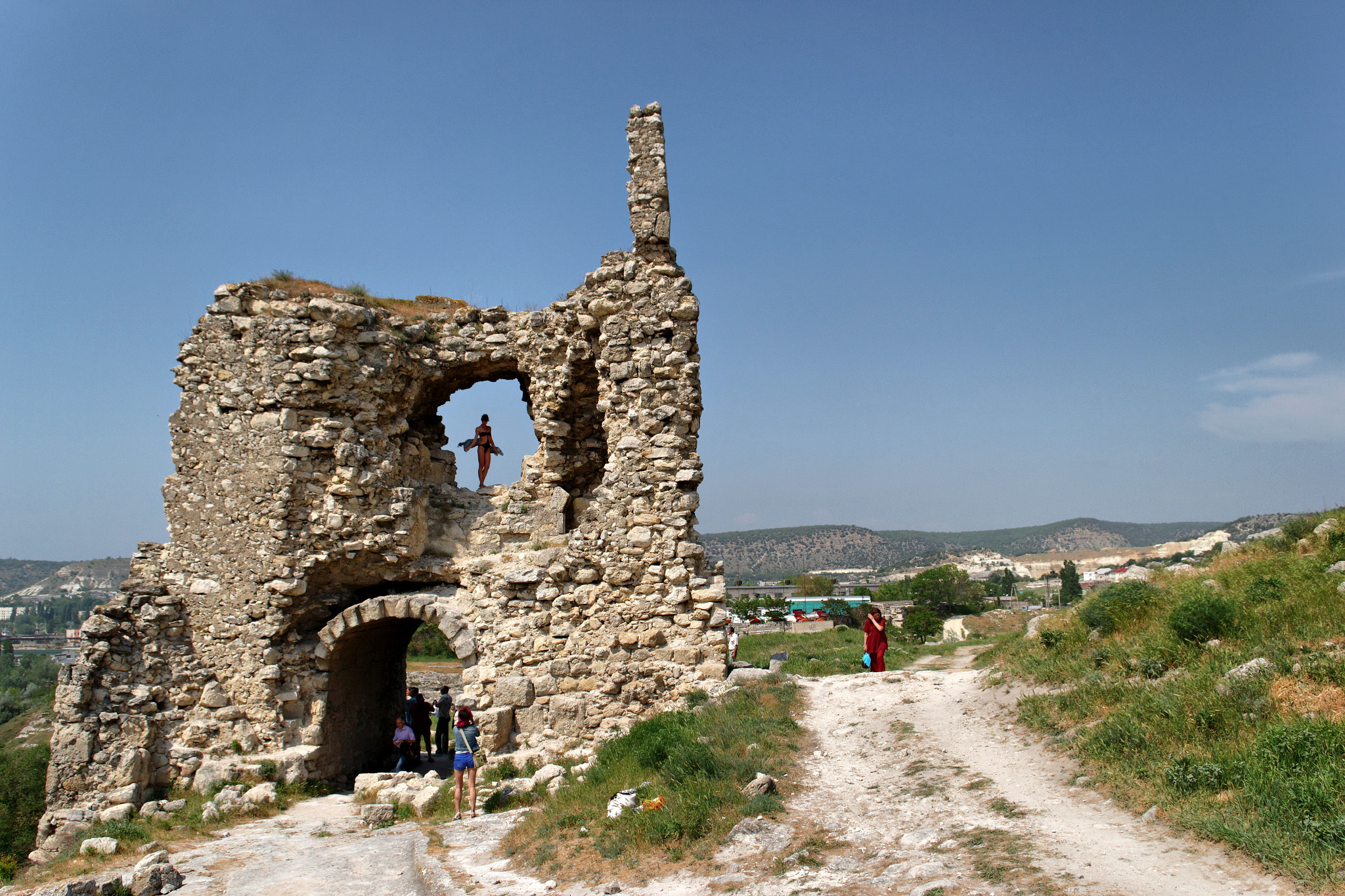
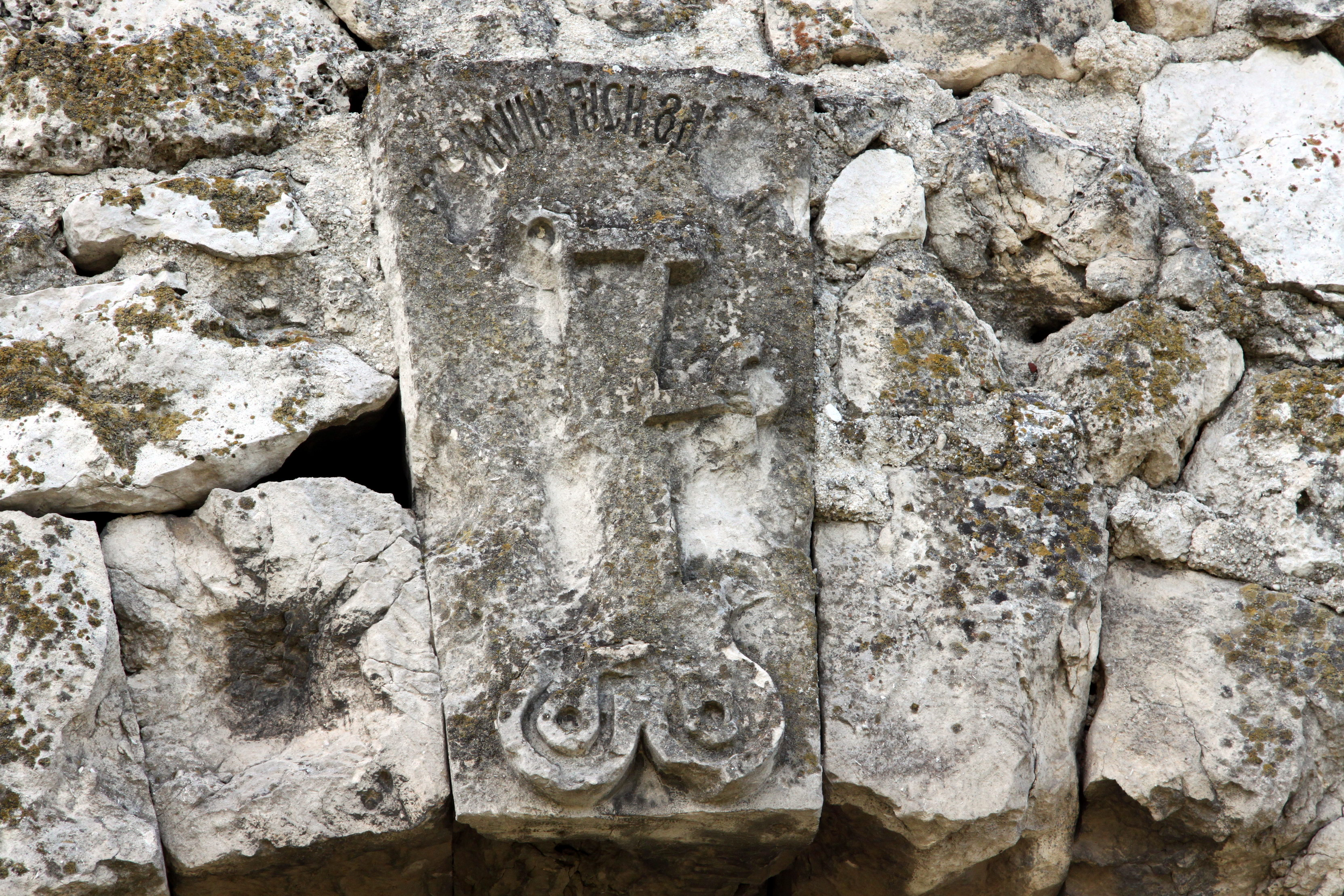
clef sculptée,
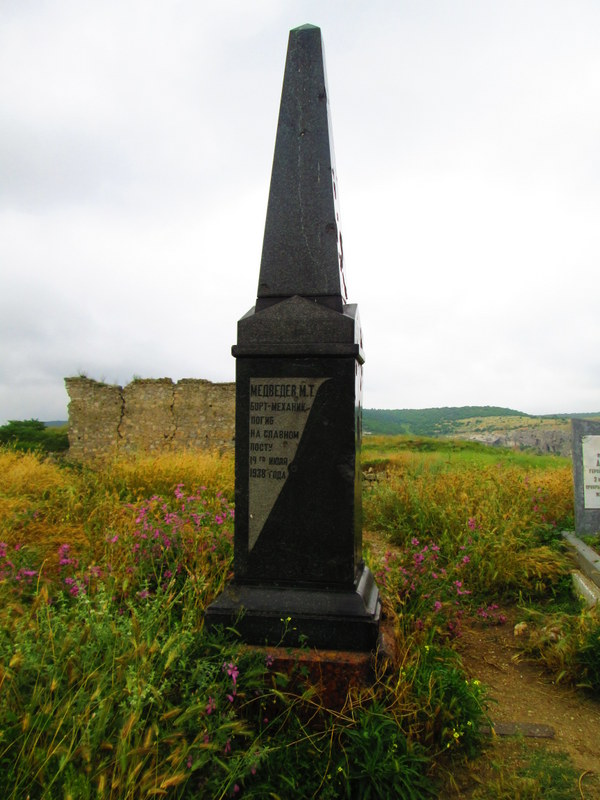
obélisque
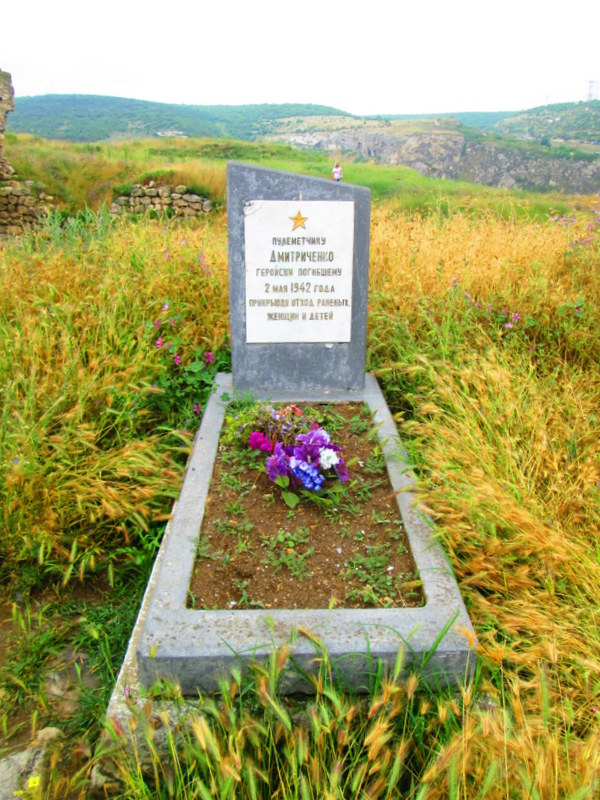
et stèle d'un ancien cimetière.
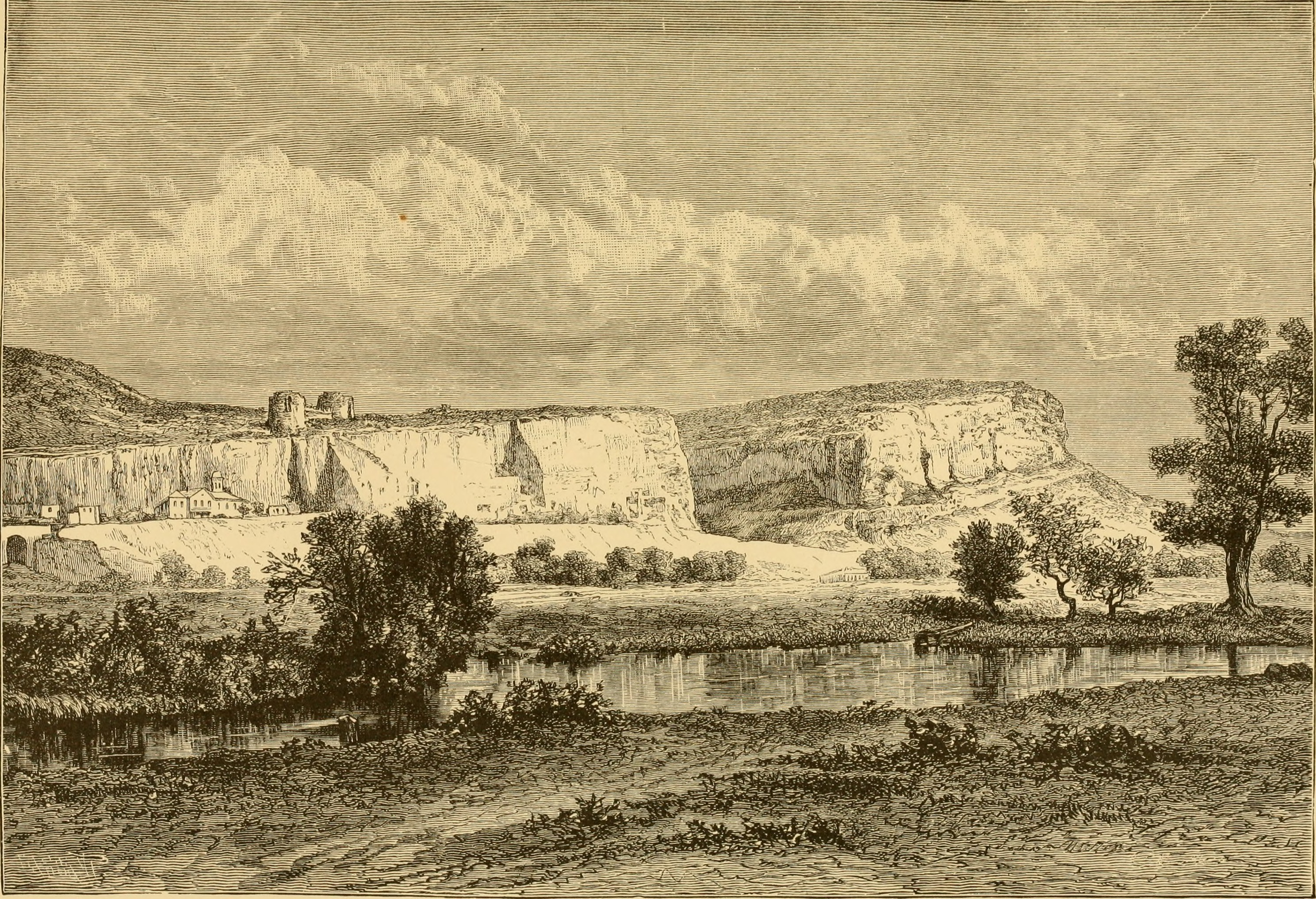
In The earth and its inhabitants de Élisée Reclus, Ravenstein et Ernest George ; 1883, avec le fort et le monastère des Grottes d'Inkerman.